# Éparchie d'Alexandrie des Coptes
L'éparchie d'Alexandrie des Coptes (en latin : eparchia Alexandrina Coptorum) est une église particulière de l'Église catholique copte.

## Histoire
Elle a été fondée le 26 novembre 1895.

## Éparques
- 19 juin 1899 - 30 mai 1908 : Kyrillos Makarios (en)
  - 1908 - 1947 : vacant
- 10 août 1947 - 2 février 1958 : Markos II Khouzam (en)
- 10 mai 1958 - 24 mai 1986 : Stephanos I Sidarouss
- 9 juin 1986 - 27 mars 2006 : Stéphanos II Ghattas
- 30 mars 2006 - 15 janvier 2013 : Antonios Naguib
- depuis le 18 janvier 2013 : Ibrahim Isaac Sidrak